# Copris ochus
Copris ochus är en skalbaggsart som beskrevs av Victor Ivanovitsch Motschulsky 1860. Copris ochus ingår i släktet Copris och familjen bladhorningar. Inga underarter finns listade i Catalogue of Life.

## Bildgalleri

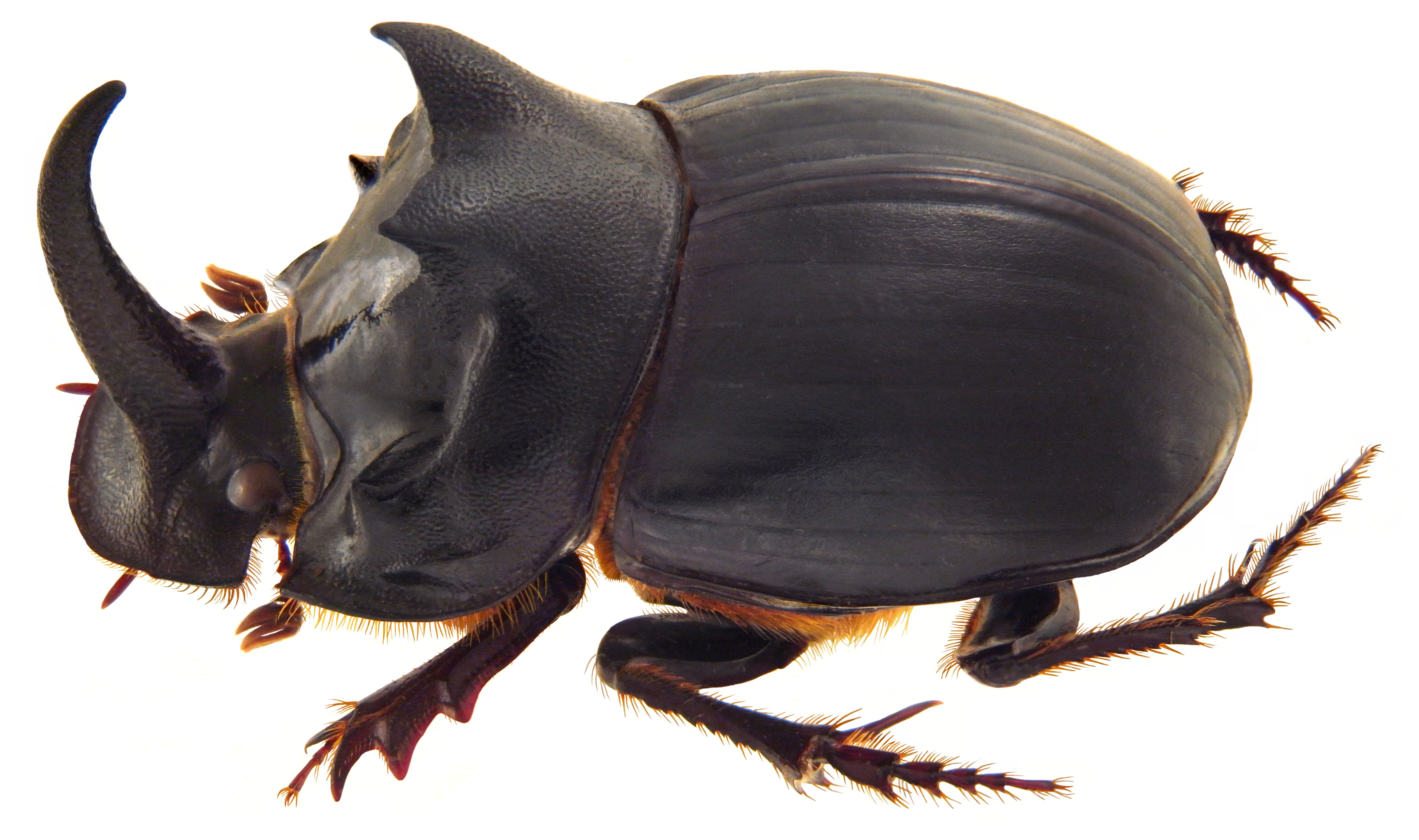
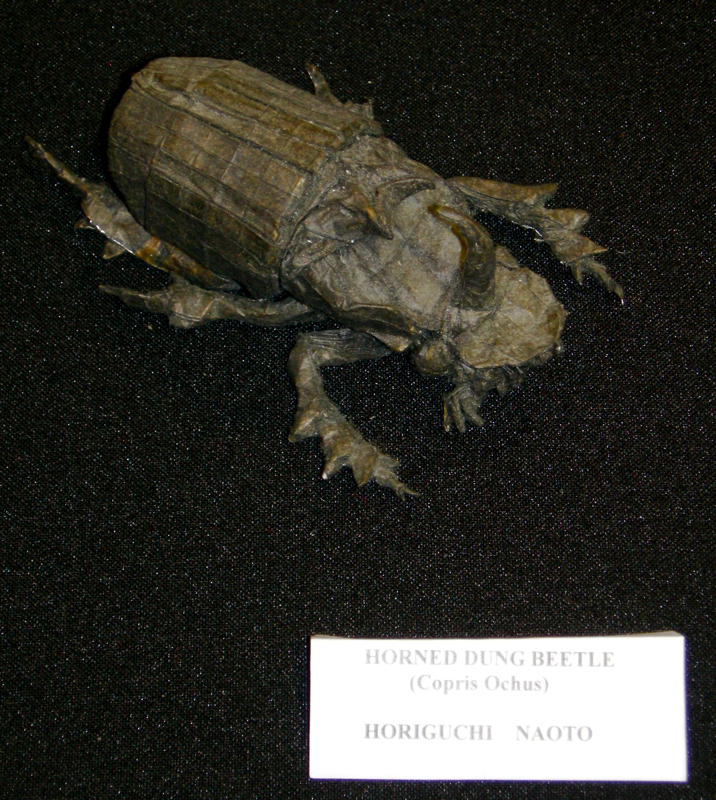